# Collegio di Richmond (Yorks)
Richmond (Yorks) è stato un collegio elettorale inglese della Camera dei comuni del Parlamento del Regno Unito, situato nel North Yorkshire. Eleggeva un membro del Parlamento con il sistema maggioritario a turno unico. Nel corso della sesta revisione dei collegi di Westminster conclusa nel 2023, il collegio è stato abolito e sostituito da Richmond and Northallerton.

## Profilo
Il collegio ha rappresentato un seggio sicuro per il Partito Conservatore, che lo ha detenuto in maniera continuativa dal 1910 (inclusi gli 11 anni dell'alleato unionista dal 1918) e alle elezioni generali nel Regno Unito del 2010 Richmond produsse il maggiore vantaggio numerico e percentuale per un candidato conservatore, il 62,8% dei voti. Il deputato conservatore ed ex leader del partito William Hague detenne il seggio dalle elezioni suppletive del 1989 fino al suo ritiro dal Parlamento nel 2015. Egli fu leader dell'opposizione dal 1997 al 2001, Segretario di Stato per gli affari esteri e del Commonwealth dal 2010 al 2014 e Leader della Camera dei comuni dal 2014 al 2015.
Il collegio consisteva nella parte occidentale dell'intero distretto di Richmondshire e nella parte orientale e settentrionale del distretto di Hambleton; si trattava di un collegio prevalentemente rurale, e la popolazione locale presentava poca dipendenza da sussidi sociali o edilizia popolare.

## Storia
Richmond fu uno dei borough parlamentari nella Camera dei comuni esistente prima del Reform Act 1832 che risale a metà della sua lunga esistenza, dato che Richmond fu rappresentato per la prima volta nel 1585 al Parlamento. Nei tempi moderni, si è evoluto in un seggio ultra-garantito per il Partito Conservatore.
Dal 1983 il collegio è stato rappresentato dal ministro Leon Brittan, dopo che la revisione dei confini dei collegi abolì il suo Cleveland and Whitby; Brittan si dimise dalla Camera dei comuni nel dicembre 1988 per assumere l'incarico di Vice Presidente della Commissione europea.

### Elezioni suppletive del 1989
Le successive elezioni suppletive tenutesi nel febbraio 1989 furono vinte da William Hague; queste furono le ultime elezioni suppletive vinte da un candidato conservatore durante il governo conservatore del 1979-1997. La vittoria di Hague fu attribuita in parte alla decisione della parte restante del Partito Social Democratico (i cui membri avevano rifiutato l'unione con il Partito Liberale l'anno prima) di partecipare alle elezioni, in parte alla nascita dei Liberal Democratici. Il candidato Social Democratico Mike Potter arrivò secondo, e il vantaggio di hague di 2.634 voti fu molto minore del numero di voti (11.589) presi dalla candidata liberal democratica Barbara Pearce. Hague riconquistò il seggio ad ogni elezione successiva, portando fino al vantaggio conservatore di 23.336 voti, fino alla sua decisione di lasciare alle elezioni del 2015.

### Dal 2001
Alle elezioni generali nel Regno Unito del 2001 Richmond divenne il seggio più garantito per i conservatori dell'intero Regno Unito, sia in termini di effettiva maggioranza numerica, sia di percentuale. La maggioranza numerica fu superata dal collegio di Buckingham alle elezioni del 2005, tuttavia Richmond aveva un elettorato minore, e godeva di una grande proporzione di elettori conservatori, pertanto mantenne la seconda maggioranza in termini percentuali. Dal 2010, Richmond era ancora il seggio più garantito per i conservatori nella nazione, sia in termini numerici che di percentuale.

## Estensione
- 1918-1950: il Municipal Borough of Richmond, i distretti urbani di Kirklington-cum-Upsland, Masham e Northallerton e i distretti rurali di Aysgarth, Bedale, Croft, Leyburn, Northallerton, Reeth, Richmond, Startforth e Stokesley.
- 1950-1983: il Municipal Borough of Richmond, il distretto urbano di Northallerton e i distretti rurali di Aysgarth, Croft, Leyburn, Masham, Northallerton, Reeth, Richmond, Startforth e Stokesley.
- 1983-1997: il distretto di Richmondshire e i ward del distretto di Hambleton di Appleton Wiske, Bedale, Brompton, Broughton and Greenhow, Carlton Miniott, Crakehall, Great Ayton, Hillside, Leeming, Leeming Bar, Morton-on-Swale, Northallerton North East, Northallerton South East, Northallerton West, Osmotherley, Romanby, Romanby Broomfield, Rudby, Sowerby, Stokesley, Swainby, Tanfield, The Cowtons, The Thorntons, Thirsk, Topcliffe e Whitestonecliffe.
- 1997-2010: il distretto di Richmondshire e i ward del distretto di Hambleton di Appleton Wiske, Brompton, Broughton and Greenhow, Great Ayton, Leeming Bar, Morton-on-Swale, Northallerton North East, Northallerton South East, Northallerton West, Osmotherley, Romanby, Romanby Broomfield, Rudby, Stokesley, Swainby e The Cowtons.
- 2010-2024: il distretto di Richmondshire e i ward del distretto di Hambleton di Bedale, Brompton, Broughton and Greenhow, Cowtons, Crakehall, Great Ayton, Leeming, Leeming Bar, Morton-on-Swale, Northallerton Broomfield, Northallerton Central, Northallerton North, Osmotherley, Romanby, Rudby, Stokesley, Swainby e Tanfield.

Il collegio di Richmond copriva il distretto del Richmondshire e la parte nord del distretto di Hambleton; si trattava di una ricca area rurale con una significativa popolazione pendolare, che copriva parte dei parchi nazionali di North York Moors e Yorkshire Dales, incluso Wensleydale e Swaledale. Comprendeva le città mercato di Northallerton, Richmond, Stokesley e Great Ayton, oltre ai villaggi circostanti. Comprendeva anche una grande base dell'esercito, Catterick Garrison.

## Membri del Parlamento

### Deputati dal 1868
| Elezione | Elezione              | Deputato                                                                            | Partito                                                     | Note                                                        |
| -------- | --------------------- | ----------------------------------------------------------------------------------- | ----------------------------------------------------------- | ----------------------------------------------------------- |
|          | 1868                  | Roundell Palmer                                                                     | Liberale                                                    |                                                             |
| 1872 (S) | Lawrence Dundas       |                                                                                     | Liberale                                                    |                                                             |
| 1873 (S) | John Dundas           |                                                                                     | Liberale                                                    |                                                             |
| 1885     | Sir Frederick Milbank |                                                                                     | Liberale                                                    |                                                             |
|          | 1886                  | George Elliot                                                                       | Conservatore                                                |                                                             |
| 1895     | John Hutton           |                                                                                     | Conservatore                                                |                                                             |
|          | 1906                  | Francis Dyke Acland                                                                 | Liberale                                                    |                                                             |
|          | 1910                  | William Orde-Powlett                                                                | Conservatore                                                |                                                             |
| 1918     | Murrough John Wilson  |                                                                                     | Conservatore                                                |                                                             |
| 1929     | Thomas Dugdale        |                                                                                     | Conservatore                                                |                                                             |
| 1959     | Timothy Kitson        |                                                                                     | Conservatore                                                |                                                             |
| 1983     | Leon Brittan          |                                                                                     | Conservatore                                                |                                                             |
| 1989 (S) | William Hague         | Segretario di Stato per gli affari esteri e del Commonwealth (2010—2014)            | Conservatore                                                |                                                             |
| 2015     | Rishi Sunak           | Primo ministro del Regno Unito (2022-2024) Cancelliere dello Scacchiere (2020-2022) | Conservatore                                                |                                                             |
|          | 2024                  | Collegio abolito e sostituito da Richmond and Northallerton                         | Collegio abolito e sostituito da Richmond and Northallerton | Collegio abolito e sostituito da Richmond and Northallerton |

## Risultati elettorali

### Elezioni negli anni 2010
| Partito                    | Partito                                   | Candidato                  | Risultati 12 dicembre 2019 | Risultati 12 dicembre 2019 |
| Partito                    | Partito                                   | Candidato                  | Voti                       | %                          |
| -------------------------- | ----------------------------------------- | -------------------------- | -------------------------- | -------------------------- |
|                            | Conservatore                              | Rishi Sunak                | 36 693                     | 63,59                      |
|                            | Laburista                                 | Thomas Kirkwood            | 9 483                      | 16,43                      |
|                            | Lib Dem                                   | Philip Knowles             | 6 989                      | 12,11                      |
|                            | Verdi                                     | John Yorke                 | 2 500                      | 4,33                       |
|                            | Yorkshire                                 | Laurence Waterhouse        | 1 077                      | 1,87                       |
|                            | Indipendente                              | Nick Jardine               | 961                        | 1,67                       |
|                            |                                           |                            |                            |                            |
| Iscritti                   | Iscritti                                  | Iscritti                   | 82 601                     | 100,00                     |
| ↳ Votanti (% su iscritti)  | ↳ Votanti (% su iscritti)                 | ↳ Votanti (% su iscritti)  | 57 723                     | 69,88                      |
| ↳ Astenuti (% su iscritti) | ↳ Astenuti (% su iscritti)                | ↳ Astenuti (% su iscritti) | 24 878                     | 30,12                      |
|                            |                                           |                            |                            |                            |
|                            | Esito: collegio confermato a Conservatore |                            |                            |                            |

| Partito                    | Partito                                   | Candidato                  | Risultati 8 giugno 2017 | Risultati 8 giugno 2017 |
| Partito                    | Partito                                   | Candidato                  | Voti                    | %                       |
| -------------------------- | ----------------------------------------- | -------------------------- | ----------------------- | ----------------------- |
|                            | Conservatore                              | Rishi Sunak                | 36 458                  | 63,95                   |
|                            | Laburista                                 | Dan Perry                  | 13 350                  | 23,42                   |
|                            | Lib Dem                                   | Tobie Abel                 | 3 360                   | 5,89                    |
|                            | Yorkshire                                 | Chris Pearson              | 2 106                   | 3,69                    |
|                            | Verdi                                     | Fiona Yorke                | 1 739                   | 3,05                    |
|                            |                                           |                            |                         |                         |
| Iscritti                   | Iscritti                                  | Iscritti                   | 80 869                  | 100,00                  |
| ↳ Votanti (% su iscritti)  | ↳ Votanti (% su iscritti)                 | ↳ Votanti (% su iscritti)  | 57 013                  | 70,50                   |
| ↳ Astenuti (% su iscritti) | ↳ Astenuti (% su iscritti)                | ↳ Astenuti (% su iscritti) | 23 856                  | 29,50                   |
|                            |                                           |                            |                         |                         |
|                            | Esito: collegio confermato a Conservatore |                            |                         |                         |

| Partito                    | Partito                                   | Candidato                  | Risultati 7 maggio 2015 | Risultati 7 maggio 2015 |
| Partito                    | Partito                                   | Candidato                  | Voti                    | %                       |
| -------------------------- | ----------------------------------------- | -------------------------- | ----------------------- | ----------------------- |
|                            | Conservatore                              | Rishi Sunak                | 27 744                  | 51,38                   |
|                            | UKIP                                      | Matthew Cooke              | 8 194                   | 15,17                   |
|                            | Laburista                                 | Mike Hill                  | 7 124                   | 13,19                   |
|                            | Lib Dem                                   | John Harris                | 3 465                   | 6,42                    |
|                            | Indipendente                              | John Blackie               | 3 348                   | 6,20                    |
|                            | Verdi                                     | Leslie Rowe                | 2 313                   | 4,28                    |
|                            | Indipendente                              | Robin Scott                | 1 811                   | 3,35                    |
|                            |                                           |                            |                         |                         |
| Iscritti                   | Iscritti                                  | Iscritti                   | 83 460                  | 100,00                  |
| ↳ Votanti (% su iscritti)  | ↳ Votanti (% su iscritti)                 | ↳ Votanti (% su iscritti)  | 53 999                  | 64,70                   |
| ↳ Astenuti (% su iscritti) | ↳ Astenuti (% su iscritti)                | ↳ Astenuti (% su iscritti) | 29 461                  | 35,30                   |
|                            |                                           |                            |                         |                         |
|                            | Esito: collegio confermato a Conservatore |                            |                         |                         |

| Partito                    | Partito                                   | Candidato                  | Risultati 6 maggio 2010 | Risultati 6 maggio 2010 |
| Partito                    | Partito                                   | Candidato                  | Voti                    | %                       |
| -------------------------- | ----------------------------------------- | -------------------------- | ----------------------- | ----------------------- |
|                            | Conservatore                              | William Hague              | 33 541                  | 62,80                   |
|                            | Lib Dem                                   | Lawrence Meredith          | 10 205                  | 19,11                   |
|                            | Laburista                                 | Eileen Driver              | 8 150                   | 15,26                   |
|                            | Verdi                                     | Leslie Rowe                | 1 516                   | 2,84                    |
|                            |                                           |                            |                         |                         |
| Iscritti                   | Iscritti                                  | Iscritti                   | 79 482                  | 100,00                  |
| ↳ Votanti (% su iscritti)  | ↳ Votanti (% su iscritti)                 | ↳ Votanti (% su iscritti)  | 53 412                  | 67,20                   |
| ↳ Astenuti (% su iscritti) | ↳ Astenuti (% su iscritti)                | ↳ Astenuti (% su iscritti) | 26 070                  | 32,80                   |
|                            |                                           |                            |                         |                         |
|                            | Esito: collegio confermato a Conservatore |                            |                         |                         |

### Elezioni negli anni 2000
| Partito                    | Partito                                   | Candidato                  | Risultati 5 maggio 2005 | Risultati 5 maggio 2005 |
| Partito                    | Partito                                   | Candidato                  | Voti                    | %                       |
| -------------------------- | ----------------------------------------- | -------------------------- | ----------------------- | ----------------------- |
|                            | Conservatore                              | William Hague              | 26 722                  | 59,12                   |
|                            | Laburista                                 | Neil Foster                | 8 915                   | 19,72                   |
|                            | Lib Dem                                   | Jacquie Bell               | 7 982                   | 17,66                   |
|                            | Verdi                                     | Leslie Rowe                | 1 581                   | 3,50                    |
|                            |                                           |                            |                         |                         |
| Iscritti                   | Iscritti                                  | Iscritti                   | 69 539                  | 100,00                  |
| ↳ Votanti (% su iscritti)  | ↳ Votanti (% su iscritti)                 | ↳ Votanti (% su iscritti)  | 45 200                  | 65,00                   |
| ↳ Astenuti (% su iscritti) | ↳ Astenuti (% su iscritti)                | ↳ Astenuti (% su iscritti) | 24 339                  | 35,00                   |
|                            |                                           |                            |                         |                         |
|                            | Esito: collegio confermato a Conservatore |                            |                         |                         |

| Partito                    | Partito                                   | Candidato                  | Risultati 7 giugno 2001 | Risultati 7 giugno 2001 |
| Partito                    | Partito                                   | Candidato                  | Voti                    | %                       |
| -------------------------- | ----------------------------------------- | -------------------------- | ----------------------- | ----------------------- |
|                            | Conservatore                              | William Hague              | 25 951                  | 58,93                   |
|                            | Laburista                                 | Fay Tinnion                | 9 632                   | 21,87                   |
|                            | Lib Dem                                   | Thomas Forthl              | 7 890                   | 17,92                   |
|                            | Monster Raving Loony                      | Boney Steniforth           | 561                     | 1,27                    |
|                            |                                           |                            |                         |                         |
| Iscritti                   | Iscritti                                  | Iscritti                   | 65 332                  | 100,00                  |
| ↳ Votanti (% su iscritti)  | ↳ Votanti (% su iscritti)                 | ↳ Votanti (% su iscritti)  | 44 034                  | 67,40                   |
| ↳ Astenuti (% su iscritti) | ↳ Astenuti (% su iscritti)                | ↳ Astenuti (% su iscritti) | 21 298                  | 32,60                   |
|                            |                                           |                            |                         |                         |
|                            | Esito: collegio confermato a Conservatore |                            |                         |                         |

## Risultati dei referendum

### Referendum sulla permanenza del Regno Unito nell'Unione europea del 2016
|             | Collegio         | Lasciare UE % | Rimanere in UE % |
| ----------- | ---------------- | ------------- | ---------------- |
|             | Richmond (Yorks) | 54,6          | 45,4%            |
| Inghilterra | 53,3%            | 46,7%         |                  |
| Regno Unito | 51,9%            | 48,1%         |                  |